# Liste de musées au Liechtenstein
Pour les autres articles nationaux ou selon les autres juridictions, voir Liste des musées par pays.
Cet article présente une liste non exhaustive de musées au Liechtenstein.

## Vaduz
- Espace d'art du bâtiment anglais (de) (Kunstraum Engländerbau)
- Musée des beaux-arts du Liechtenstein (Kunstmuseum Liechtenstein)
- Musée national du Liechtenstein (de)
- Musée de la poste (de)
- Musée du ski (Skimuseum)
- Musée de la vie rurale (Bäuerliches Wohnmuseum), à Schellenberg

## Autres villes
- Domus, à Schaan
- Küefer-Martis-Huus, à Ruggell
- Musée de la calculatrice et de la machine à écrire (Rechen- und Schreibmaschinen-Museum)
- Musée Lawena (de), à Triesen
- Musée Walser (Walsermuseum), à Triesenberg